# Пауль Агілар
Пауль Нікола́с Агіла́р Ро́хас (ісп. Paul Nicolás Aguilar; 6 березня 1986, Конкордія) — мексиканський футболіст, захисник «Пасуки» і збірної Мексики. 
Агілар представляв Мексику на: 
- Чемпіонаті світу з футболу 2010 і 2014 років;[4][5]
- Золотому кубку КОНКАКАФ 2011 і 2015 років;[6]
- Кубку Америки Сентенаріо.

## Досягнення
«Пачука»
- Володар Клаусури: 2007
- Володар ліги чемпіонів КОНКАКАФ: 2007, 2009
- Володар Південноамериканського кубка: 2006

 Мексика
- Переможець Золотого кубка КОНКАКАФ: 2015